# Colegio Público de Abogados de la Capital Federal
El Colegio Público de Abogados de la Capital Federal (conocido también por su acrónimo CPACF) es una persona jurídica de derecho público, creada por Ley Nacional 23.187 en el año 1985, que tiene por objeto controlar el ejercicio de la profesión de abogado y llevar la matrícula de los profesionales del derecho en el ámbito geográfico de la Capital Federal de la República Argentina, en la que deben inscribirse obligatoriamente quienes pretendan litigar en dicha jurisdicción.

## Funciones
El Colegio Público de Abogados de la Capital Federal tiene a su cargo el gobierno de la matrícula de los abogados que ejerzan su profesión en la Capital Federal; el ejercicio del poder disciplinario sobre los matriculados; la defensa de sus miembros para asegurarles el libre ejercicio de la profesión conforme a las leyes, velando por la dignidad y el derecho profesional de los abogados y afianzando la armonía entre ellos; la promoción y organización de la asistencia y defensa jurídica de las personas que carezcan de recursos económicos y la cooperación con los poderes públicos para el logro integral de esta finalidad; la contribución al mejoramiento de la administración de justicia haciendo conocer y señalando las deficiencias e irregularidades que se observaren en su funcionamiento; la evacuación de las consultas que le sean requeridas en cuanto a la designación de los magistrados; el dictado de las normas de ética profesional, que deben observar los abogados en la jurisdicción, y la aplicación de las sanciones que aseguren su cumplimiento; y la colaboración con los poderes públicos en la elaboración de legislación en general.
Además el CPACF ofrece un servicio de consultorio jurídico gratuito para personas de bajos recursos, siempre y cuando sus consultas se encuentren enmarcadas dentro del ámbito penal, civil o comercial.

## Organización y gobierno
El CPACF cuenta con una Asamblea, un Consejo Directivo y un Tribunal de Disciplina que tienen a su cargo las funciones gubernativas de la institución.

### Asamblea
La Asamblea de Delegados está integrada por abogados matriculados elegidos por sus pares en razón de un delegado por cada doscientos matriculados o fracción mayor de cien. Para ser delegado se requiere una antigüedad de tres años de inscripción en la matrícula y duran en sus cargos dos años, pudiendo ser reelegidos. 
Le compete a este órgano reunirse en asamblea ordinaria por lo menos una vez al año a los fines de tratar la memoria, balance y presupuesto de gastos y cálculo de recursos; informes anuales del Consejo Directivo y del Tribunal de Disciplina; elegir sus propias autoridades y fijar el monto de la cuota anual que deban pagar los matriculados y sus modificaciones; sancionar el código de ética y sus modificaciones; el reglamento interno del Colegio y las modificaciones que le sean propiciadas por el Consejo Directivo; reunirse en asambleas extraordinarias cuando lo disponga el Consejo Directivo por el voto de al menos ocho de sus miembros, o cuando lo solicite un número no inferior al veinticinco por ciento de los delegados que integran la propia asamblea.

### Consejo Directivo
El Consejo Directivo está compuesto por un presidente, un vicepresidente 1º, un vicepresidente 2º, un secretario general, un prosecretario general, un tesorero, un protesorero, ocho vocales titulares y quince vocales suplentes que son elegidos por el voto directo, secreto y obligatorio de los matriculados, por el sistema de listas integradas por abogados matriculados con al menos cinco años de antigüedad en la matrícula. La lista que obtiene la mayor cantidad de votos se adjudica la presidencia y ocho cargos titulares, así como nueve suplentes como mínimo. Los restantes cargos se distribuyen en forma proporcional entre las listas que hayan obtenido como mínimo el quince por ciento de los votos válidos emitidos, aplicándose el sistema de distribución previsto para la conformación de la Asamblea de Delegados. Los consejeros duran dos años en sus cargos, y pueden ser reelectos.
Son funciones del Consejo Directivo llevar la matrícula de los abogados y resolver sobre los pedidos de inscripción, resolver todo lo atinente a las matriculaciones de los abogados y tomar el juramento a los nuevos matriculados, convocar a la Asamblea de Delegados a sesiones ordinarias fijando su temario; cumplimentar las decisiones y resoluciones de la Asamblea de Delegados si no tuvieren como destinatario específico a otro órgano; designar anualmente, de entre sus miembros, los integrantes de la Comisión de Vigilancia; presentar anualmente a la Asamblea Ordinaria de Delegados la memoria, balance general e inventario del ejercicio anterior, así como el presupuesto de gastos y cálculo de recursos para el siguiente ejercicio; remitir al Tribunal de Disciplina los antecedentes relativos a las faltas previstas en la ley 23.187; nombrar, remover y ejercer el poder disciplinario sobre el personal designado y contratado del Colegio; y ejercer todas las facultades y atribuciones que no hayan sido conferidas específicamente a otros órganos.

#### Presidentes
Desde su creación y hasta la actualidad han ejercido la presidencia de la institución los abogados:
1. Alberto Spota (1986-1988)
2. Alberto Spota (1988-1990)
3. Humberto Podetti (1990-1992)
4. Carlos Cichello (1992-1994)
5. Norberto Canale (1994-1996)
6. Jorge Bacqué (1996-1998)
7. Jorge Bacqué (1998-2000)
8. Atilio Alterini (2000-2002)
9. Hugo Germano (2002-2004)
10. Carlos Alberti (2004-2005)
11. Lucio Ibáñez (2005-2006)
12. Jorge Rizzo (2006-2008)
13. Jorge Rizzo (2008-2010)
14. Eugenio Cozzi (2010-2012)
15. Jorge Rizzo (2012-2014)
16. Eduardo Awad (2014-2016)
17. Jorge Rizzo (2016-2018)
18. Eduardo Awad (2018-2022)
19. Ricardo Gil Lavedra (2022-actualidad)